# Transformační období
Transformační období je dáno přechodem od jednoho ekonomického systému k druhému. V praxi se však většinou setkáváme se systémy smíšenými - tzn. čistý systém neexistuje, přesto dochází při výrazném vychýlení, k transformaci ekonomiky. Základními ekonomickými systémy jsou pak zvykový, příkazový a tržní. Zvykový systém je postaven na kmenovém uspořádání, kdy o všem rozhoduje vůdce. V případě příkazového systému rozhoduje o uspořádání politická špička. Takovýto systém je typický pro některé komunistické země. Jeho výhodou je rychlá schopnost reakce v případě vyhrocených situací. Opakem příkazového systému je pak systém tržní. Zde rozhoduje o uspořádání spotřebitel, konkurence i trh. Nevýhodou tohoto systému je, že nebere v potaz sociální vztahy a životní prostředí.